# Xeranobium macrum
Xeranobium macrum är en skalbaggsart som beskrevs av Henry Clinton Fall 1905. Xeranobium macrum ingår i släktet Xeranobium och familjen trägnagare. Inga underarter finns listade i Catalogue of Life.